# Forreston Township
Die Forreston Township ist eine von 24 Townships im Ogle County im Norden des US-amerikanischen Bundesstaates Illinois.

## Geografie
Die Forreston Township liegt im Norden von Illinois rund 180 km westlich von Chicago. Die Grenze zu Wisconsin liegt rund 40 km nördlich; der Mississippi, der die Grenze zu Iowa bildet, befindet sich rund 45 km westlich.
Die Forreston Township liegt auf 42°09′08″ nördlicher Breite und 89°37′18″ westlicher Länge und erstreckt sich über 94 km².
Die Forreston Township liegt im äußersten Nordwesten des Ogle County und grenzt im Westen an das Carroll sowie im Norden an das Stephenson County. Innerhalb des Ogle County grenzt die Forreston Township im Osten an die Maryland Township, im Südosten an die Lincoln Township und im Südwesten an die Brookville Township.

## Verkehr
In der Forreston Township treffen die Illinois State Routes 26 und 72 aufeinander. Alle weiteren Straßen sind County Highways sowie weiter untergeordnete und zum Teil unbefestigte Fahrwege.
In Ost-West-Richtung verläuft durch die Forreston Township eine Eisenbahnlinie der Canadian Pacific Railway, die von Chicago nach Westen führt.
Der nächstgelegene Flugplatz ist der rund 5 km nördlich der Township gelegene Albertus Airport südlich von Freeport im benachbarten Stephenson County.

## Bevölkerung
Bei der Volkszählung im Jahr 2010 hatte die Township 2080 Einwohner. Neben Streubesiedlung lebt die Bevölkerung in folgenden Siedlungen:
Village
- Forreston

Unincorporated Communities
- Baileyville
- Harper